# Лудвиг фон Насау-Диленбург
Лудвиг фон Насау-Диленбург (на нидерландски: Lodewijk van Nassau, на немски: Ludwig von Nassau-Dillenburg; * 10 януари 1538, Диленбург; † 14 април 1574 при Моокерхайде, Лимбург) е нидерландски военачалник през Нидерландския бунт.

## Живот
Той е третият син на граф Вилхелм фон Насау-Диленбург (1487 – 1559) и втората му съпруга Юлиана фон Щолберг (1506 – 1580). По-големите му братя са Вилхелм Орански (водач на нидерландското въстание срещу испанците) и Йохан VI.
Лудвиг е начело на групата „Гойзен“, нидерландски борци за освобождение, и през 1567 г. заради херцога на Алба Фернандо Алварес де Толедо трябва да избяга в Германия. През 1568 г. той нахлува от Източна Фризия в Гронинген. Побеждава испанците в битката при Хейлигерлей на 23 май 1568 г., в която е убит брат му Адолф (1540 – 1568).
По-късно във Франция Лудвиг се бие на страната на хугенотите и с тяхна помощ напада Нидерландия през 1572 г. и попада в плен.
През 1574 г. Лудвиг отново нахлува в Нидерландия. На 14 април 1574 г. Лудвиг е победен и убит в битката при Моокер Хайде, както брат му Хайнрих (1550 – 1574).
- Лудвиг (ляво) с братята си Йохан (седнал), Адолф и Хайнрих
- Лудвиг фон Насау-Диленбург,
 1570 – 1574